# Округ Бјукенан (Ајова)
Округ Бјукенан (енгл. Buchanan County) је округ у америчкој савезној држави Ајова.

## Демографија
По попису из 2010. године број становника је 20.958, што је 135 (-0,6%) становника мање 2000. године.
| Група             | 2000.          | 2010.          |
| Белци             | 20.667 (98,0%) | 20.344 (97,1%) |
| Афроамериканци    | 57 (0,3%)      | 67 (0,3%)      |
| Азијати           | 85 (0,4%)      | 90 (0,4%)      |
| Хиспаноамериканци | 131 (0,6%)     | 243 (1,2%)     |
| Укупно            | 21.093         | 20.958         |